# Citrus halimii
Genre
Parent  A  de l'hybridation 
   'Fortunelle Sp'  
×

Parent  B  de l'hybridation 
  Citrus ?? 
Classification phylogénétique
Citrus halimii, kadangsa papeda ou cédrat des montagnes est un agrume sauvage (Rustaceae) peu fréquent des forêts tropicales d'Asie du Sud-Est (Malaisie,Thaïlande, nord de Bornéo, peuplements insulaires isolés en Indonésie). Sa découverte date de 1902, il n'a été identifié comme une nouvelle espèce que 70 ans plus tard, la première description date de 1973 dans Biotropica par Stone et al. qui en font une sous-famille d'Aurantioideae. 
Les fruits de cet agrume non cultivé n'ont pas d'importance commerciale. « Il est très mal étudié, en partie parce qu'il est difficile à trouver ».      

## Dénomination
Il doit son nom du sultan de Malaisie Abdul Halim Muadzam Shah (1927-2007). En thaï ส้มจี๊ดใต้ (S̄̂m cī́d tı̂) Som chit tai, kumquat du Sud. En malais: limau kadangsa (buâ kadangsa est une sorte de pomelo en malais), limau kedut kera littéralement citron ridé des singes
La fiche de l'UCR (Citrus Variety Collection), qui a reçu la plante en 1971, nomme cette plante cédrat des montagnes (Mountain citron) sachant qu'il n'est pas un cédrat (C. medica). John H. Wiersema et Blanca León (2016) ont émis l'hypothèse qu'il soit un hybride de kumquat et de cédrat (C. medica). En revanche, il s'agit bien d'une plante d'altitude en Thaïlande : À Nakhon Si Thammarat et Yala, il pousse sur des pentes raides et des crêtes de la forêt tropicale, de 900 à 1 800 m.

## Description

### La plante et le fruit

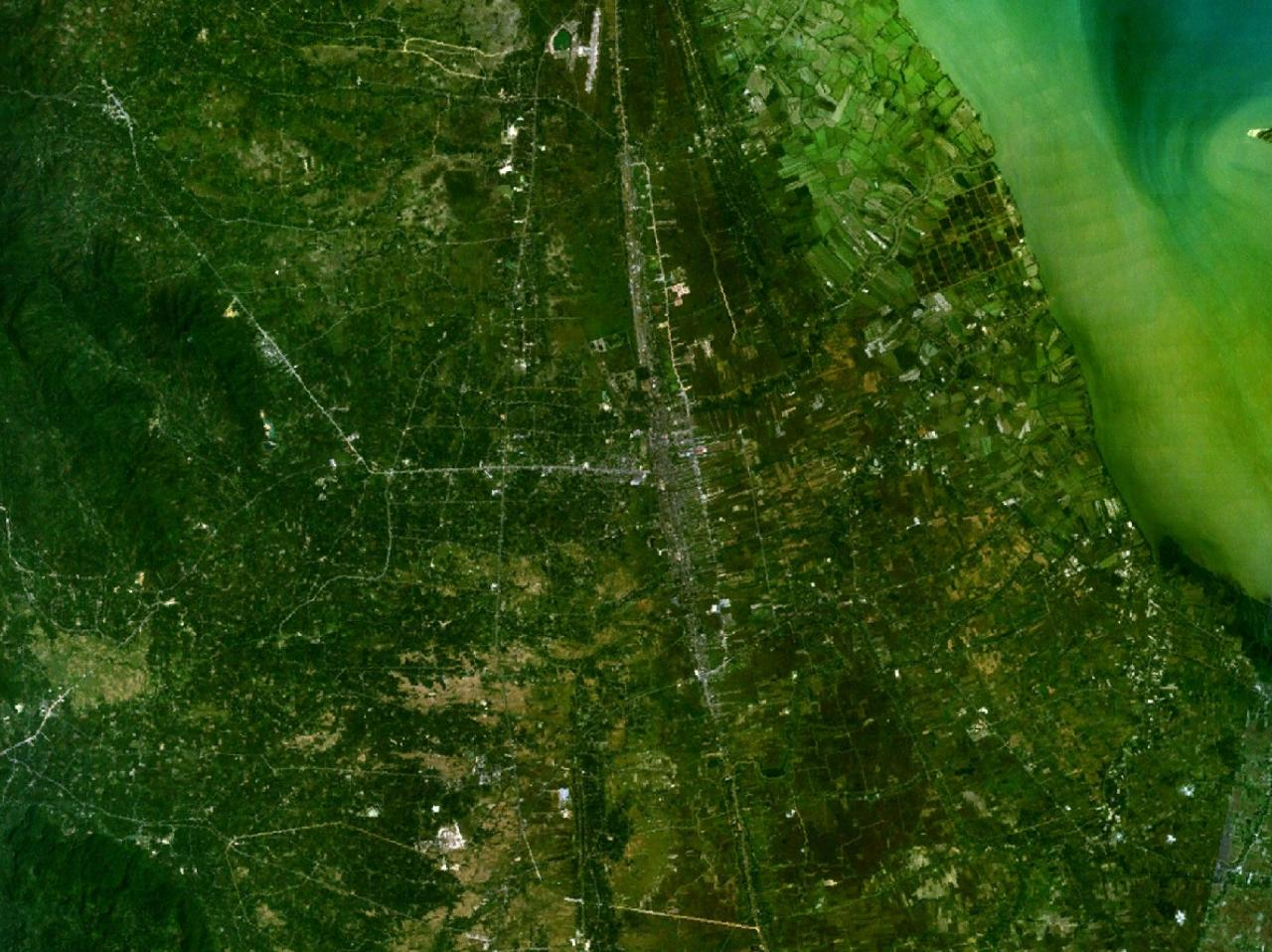
on trouve quelques rares kadangsa papeda au sud de la Thaïlande, dans les hauteurs de Nakhon Si Thammarat

L'arbre peut atteindre 6 m de haut, le feuillage est persistant, le fruit subglobuleux à légèrement piriforme mesure 5 à 7 cm de diamètre, il est jaune foncé à maturité, sa pulpe est faite de vésicules verdâtres à jaunâtres, peu juteuses, acides. Beaucoup de graines pouvant mesurer jusqu'à  2 cm de long ; leur teneur en eau est remarquable (16,6 %), la cryoconservation des axes embryonnaires est aisée. Ces graines donnent une organogenèse directe abondante qui est favorable à la reproduction de cet agrume sauvage et à la reproduction in vitro.
Une description sur base génétique et l'analyse de l'huile essentielle a été publiée en 2022 par François Luro et al. (CIRAD, INRAE, San Giuliano) qui reprennent le nom de cédrat des montagnes. Selon ces auteurs Citrus halimii n'est pas un hybride interspécifique mais une véritable espèce d'agrume sauvage (il est faiblement hétérozygote), qui proviendrait de l'évolution d'un isolat de population ancestrale commune avec les kumquats (Fortunella sp.). Cette filiation avec les kumquats avait été mise en évidence par Xiao-Ming Pang et al. (2006) qui n'en ont pas fait une 4éme espèce de base à côté de celles qui se sont éloignées de Citrus, à savoir Poncirus, Microcitrus et Eremocitrus .

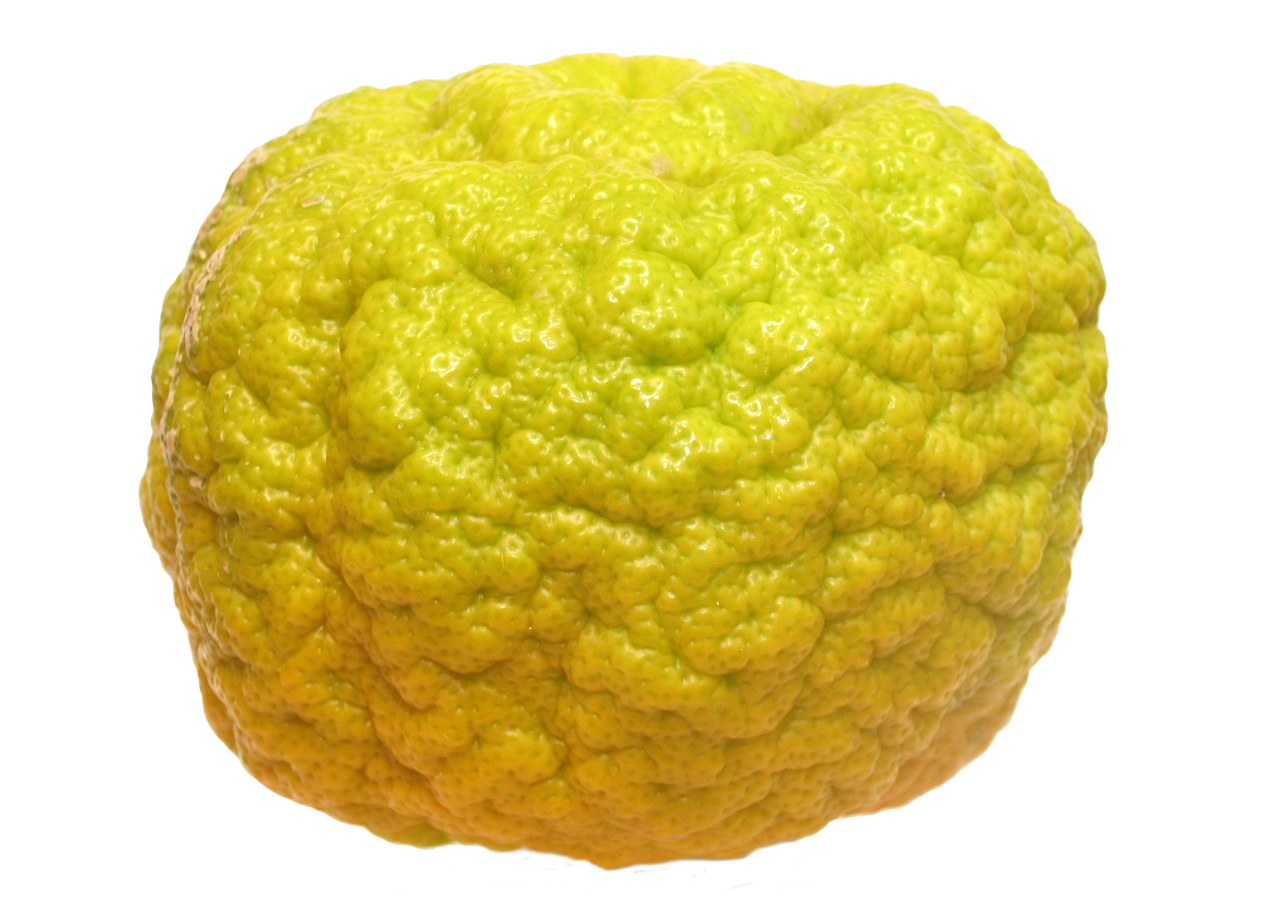
le cultivar Pompia de cédrat ressemble en beaucoup plus gros à C. Halimii, d'où l'idée qu'il s'agirait d'un cédrat.

### Huile essentielle
L'analyse directe de la cire foliaire épicuticulaire par Paul Gerhard Guelz et al. (1987) fait état de la présence de  tri-terpénols, lupenol, α et β amyrine. Celle de l'huile essentielle se singularise par la forte présence (8,7 % dans l'extrait de feuille) de germacrène d -8-one, ce sesquiterpène est commun et abondant chez les Burseraceae et le genre Commiphora (qui donne la myrrhe), mais jusqu'ici absent chez les agrumes, ce qui permet aux chercheurs de confirmer l'hypothèse faite dès 1976 par Rainer W. Scora et al. de l'évolution séparée d'une population isolée depuis longtemps. Un dérivé de dihydrochalcone la 3′,5′-di- C -β-glucopyranosylphlorétine est également présent dans le zeste du fruit de cet agrume, mais il le partage avec le calamondin (C. madurensis), la population mère de ces deux espèces pourrait être un hybride naturel entre les genres Citrus et Fortunella (Kazunori Ogawa et al. 2001). 
Ces caractéristiques ne la protège pas pour autant du psylle asiatique des agrumes (Diaphorina citri).

### Utilisation
En Malaisie, l'écorce du fruit serait utilisée comme assaisonnement.